# Bufoides meghalayanus
Genre
Espèce
Synonymes
- Ansonia meghalayana Yazdani & Chanda, 1971

Statut de conservation UICN

 EN B1ab(iii) : En danger
Bufoides meghalayanus, unique représentant du genre Bufoides, est une espèce d'amphibiens de la famille des Bufonidae.

## Répartition
Cette espèce est endémique d'Inde. Elle se rencontre dans les États du Mizoram, d'Assam et du Meghalaya au Sud-Est de Cherrapunji.
Sa présence est incertaine au Bangladesh.

## Étymologie
Son nom d'espèce lui a été donné en référence au lieu de sa découverte, le Meghalaya.

## Publications originales
- Yazdani & Chanda, 1971 : A new toad. Ansonia meghalayana (family Bufonidae) from Meghalaya (Assam), India, with observations on its breeding on Pandanus furcatus Roxb. (Pandanales: Pandanaceae). Journal of Assam Science Society, vol. 14, no 1, p. 76-80.
- Pillai & Yazdani, 1971 : Bufoides, a new genus for the rock-toad, Ansonia meghalayana Yazdani & Chanda, with notes on its ecology and breeding habits. Journal of the Zoological Society of India, vol. 25, no 1/2, p. 65-70.